# The Quiet
The Quiet is een Amerikaans drama en thriller uit 2005 met Camilla Belle en Elisha Cuthbert in de hoofdrollen als de doofstomme Dot (Belle) die nadat ze haar beide ouders verloor bij het gezin Deer met dochter Nina (Cuthbert) in huis wordt genomen dat al snel met haar eigen problemen blijkt te worstelen.
Elisha Cuthbert, die ook mee achter de productie zat, wilde eerst de rol van Dot op zich nemen. Regisseur Jamie Babbit praatte haar dat echter uit het hoofd aangezien ze veel te mooi was om met enig realisme het "onzichtbare meisje op school" te spelen.
The Quiet was de eerste langspeelfilm van de onafhankelijke en aan de Universiteit van Texas in Austin gelieerde producent Burnt Orange Productions. De filmfaculteit van de universiteit verleende ook de fondsen voor de film, zo'n 900.000 dollar, en haar studenten werkten eraan mee.
De film ging in september 2005 in première op het Filmfestival van Toronto en kwam uiteindelijk pas medio 2006 in de Amerikaanse filmzalen via Sony. Ondanks dat de meeste critici zich negatief uitlieten over The Quiet maakte de film toch een respectabele winst in de zalen. In februari 2007 kwam The Quiet uit op dvd.

## Verhaal
Het doofstomme meisje Dot verloor reeds op jonge leeftijd haar moeder aan kanker en nadat haar vader, die eveneens doofstom was, werd overreden door een vrachtwagen wordt ze in huis genomen bij haar peetouders Paul en Olivia Deer en hun dochter Nina. Die laatste moet daar niets van weten en beledigt Dot constant.
Al snel blijkt dat het gezin duistere geheimen verbergt. Vader en dochter hebben een incestrelatie terwijl de moeder verslaafd is aan medicijnen, allicht omdat ze op de hoogte is van de relatie maar er niet mee om kan gaan. Paul vertelt Dot — die hem toch niet kan verstaan — dat hij haar in huis nam om zichzelf onder controle te krijgen en alles toe te geven aan zijn vrouw, maar daar niet in slaagt.
Dan ontdekt Nina dat Dot geheel niet doofstom is maar laat dit niet blijken. Ze vertelt Dot van plan te zijn haar vader te vermoorden, wetende dat deze haar kan verstaan. Dot zelf ontdekt inmiddels de seksuele relatie tussen Nina en haar vader en krijgt intussen ook zelf een relatie met Connor, die haar allerlei persoonlijke zaken vertelt in de veronderstelling dat ze hem niet kan verstaan.
Vlak voor het schoolbal vertelt Nina haar vader dat ze zwanger is en vraagt 1000 dollar voor een abortus. In werkelijkheid wil ze met dat geld van huis weglopen en als Paul dat doorheeft wordt hij kwaad, slaat haar en probeert haar tevens te verkrachten. Dot, die een pianostuk van Beethoven — er wordt veelvuldig naar deze componist gerefereerd aangezien deze op het einde van zijn leven ook doof was — aan het spelen is hoort het tumult, komt naar boven en wurgt Nina's vader met een pianosnaar terwijl ze schreeuwt dat hij Nina met rust moet laten. Nadat hij dood op de grond is gevallen begint Nina tegen Dot te schreeuwen tot ook Olivia binnenkomt. Die doet echter niets anders dan zeggen dat het een mirakel is dat Dot plots kan horen.
De twee meisjes gaan vervolgens naar het schoolbal met een rugzak waarin Nina's met bloed besmeurde jurk zit. Dot danst met Connor, maar als die doorkrijgt dat ze wel degelijk kan horen loopt hij kwaad weg. Dot en Nina gaan naar een nabijgelegen rivier waar ze de jurk en rugzak aan de oever begraven. Daar vraagt Nina Dot waarom ze doet alsof ze doofstom is waarop deze antwoordt dat ze zo dichter bij haar vader, die ook doofstom was, wil zijn om zo niet alleen te zijn. Nina zegt hierop dat ze niet langer doofstom mag zijn omdat ze dan beiden alleen zijn.
Als de twee terug thuiskomen heeft de politie daar net Olivia gearresteerd die de moord op Paul op zich neemt. In de slotscène speelt Nina piano met behulp van Dot.

## Rolbezetting
| Acteur           | Personage           | Opmerkingen           |
| ---------------- | ------------------- | --------------------- |
| Camilla Belle    | Dot                 | Protagonist           |
| Elisha Cuthbert  | Nina Deer           | Protagonist           |
| Martin Donovan   | Paul Deer           | Nina's vader          |
| Edie Falco       | Olivia Deer         | Nina's moeder         |
| Shawn Ashmore    | Connor              | Dots vriend           |
| Katy Mixon       | Michelle Fell       | Nina's beste vriendin |
| Shannon Woodward | Fiona               | Vriendin van Nina     |
| David Gallagher  | Brian               |                       |
| Maria Cash       | mevrouw Feltswatter |                       |
| Jo Baker         | Myrna               |                       |
| Steve Uzzell     | meneer Piln         |                       |